# Сен-Корньє-де-Ланд
Сен-Корньє́-де-Ланд (фр. Saint-Cornier-des-Landes) — колишній муніципалітет у Франції, у регіоні Нормандія, департамент Орн. Населення — 662 осіб (2011).
Муніципалітет був розташований на відстані близько 230 км на захід від Парижа, 60 км на південний захід від Кана, 70 км на північний захід від Алансона.

## Історія
До 2015 року муніципалітет перебував у складі регіону Нижня Нормандія. Від 1 січня 2016 року належав до нового об'єднаного регіону Нормандія.
1 січня 2015 року Сен-Корньє-де-Ланд, Бошен, Френ, Ларшам, Сен-Жан-де-Буа, Теншебре i Івранд було об'єднано в новий муніципалітет Теншебре-Бокаж.

## Демографія
Динаміка населення (Insee ):
Розподіл населення за віком та статтю (2006):
| Стать | Всього | До 15 років | 15-24 | 25-44 | 45-64 | 65-85 | Понад 85 |
| --- | ------ | ----------- | ----- | ----- | ----- | ----- | -------- |
| Чоловіки | 338    | 62          | 57    | 86    | 85    | 48    | 0        |
| Жінки | 358    | 65          | 40    | 94    | 73    | 86    | 0        |
| \| Статево-вікова піраміда \| Статево-вікова піраміда \| Статево-вікова піраміда \| \| ----------------------- \| ----------------------- \| ----------------------- \| \| Чоловіки \| Вік \| Жінки \| \| 0 \| 85 + \| 0 \| \| 4 \| 80-84 \| 8 \| \| 12 \| 75-79 \| 20 \| \| 16 \| 70-74 \| 33 \| \| 16 \| 65-69 \| 25 \| \| 20 \| 60-64 \| 8 \| \| 20 \| 55-59 \| 16 \| \| 20 \| 50-54 \| 20 \| \| 25 \| 45-49 \| 29 \| \| 29 \| 40-44 \| 25 \| \| 29 \| 35-39 \| 20 \| \| 20 \| 30-34 \| 20 \| \| 8 \| 25-29 \| 29 \| \| 20 \| 20-24 \| 20 \| \| 37 \| 15-20 \| 20 \| \| 25 \| 10-14 \| 29 \| \| 4 \| 5-9 \| 20 \| \| 33 \| 0-4 \| 16 \| |        |             |       |       |       |       |          |
| Статево-вікова піраміда |        |             |       |       |       |       |          |
| Чоловіки | Вік    | Жінки       |       |       |       |       |          |
| 0 | 85 +   | 0           |       |       |       |       |          |
| 4 | 80-84  | 8           |       |       |       |       |          |
| 12 | 75-79  | 20          |       |       |       |       |          |
| 16 | 70-74  | 33          |       |       |       |       |          |
| 16 | 65-69  | 25          |       |       |       |       |          |
| 20 | 60-64  | 8           |       |       |       |       |          |
| 20 | 55-59  | 16          |       |       |       |       |          |
| 20 | 50-54  | 20          |       |       |       |       |          |
| 25 | 45-49  | 29          |       |       |       |       |          |
| 29 | 40-44  | 25          |       |       |       |       |          |
| 29 | 35-39  | 20          |       |       |       |       |          |
| 20 | 30-34  | 20          |       |       |       |       |          |
| 8 | 25-29  | 29          |       |       |       |       |          |
| 20 | 20-24  | 20          |       |       |       |       |          |
| 37 | 15-20  | 20          |       |       |       |       |          |
| 25 | 10-14  | 29          |       |       |       |       |          |
| 4 | 5-9    | 20          |       |       |       |       |          |
| 33 | 0-4    | 16          |       |       |       |       |          |

## Економіка
2010 року серед 421 особи працездатного віку (15—64 років) 321 була активною, 100 — неактивними (показник активності 76,2%, у 1999 році було 71,6%). З 321 активної мешканців працювало 286 осіб (153 чоловіки та 133 жінки), безробітними було 35 (14 чоловіків та 21 жінка). Серед 100 неактивних 28 осіб було учнями чи студентами, 42 — пенсіонерами, 30 були неактивними з інших причин.

У 2010 році в муніципалітеті числилось 283 оподатковані домогосподарства, у яких проживали 665,0 особи, медіана доходів виносила 15 623 євро на одного особоспоживача